# Ɯ
Ɯ ، ɯ یکی از حروف الفبای لاتین است. همچنین از این نویسه در الفبای آوانگاری بین‌المللی برای نشان دادن واکه پشتی بسته ناگرد بهره‌می‌برند. از لحاظ ظاهری این نویسه همانند یک w با گوشه‌های گرد است. این نویسه همچنین با حرف شا در الفبای سیریلیک همانندی ظاهری دارد.